# 札幌三育幼稚園
札幌三育幼稚園（さっぽろさんいくようちえん）は、北海道札幌市北区北35条西2丁目にある私立幼稚園。
日本に5園ある学校法人三育学院に属する幼稚園の一つ。少人数教育を行っている。園児数は約70人。（16年現在）
最寄り駅は、札幌市営地下鉄南北線北34条駅。一番出口から徒歩3分。

## 沿革
- 1972年6月 北35条西2丁目に札幌三育保育園が開設される
- 1982年4月 札幌三育幼稚園が開設される